# Philygria helmuti
Philygria helmuti är en tvåvingeart som beskrevs av Hollmann-schirrmacher 1998. Philygria helmuti ingår i släktet Philygria och familjen vattenflugor.
Artens utbredningsområde är Mongoliet. Inga underarter finns listade i Catalogue of Life.